# Abbie Larkin
Pour les articles homonymes, voir Larkin.
Abbie Larkin, née le 27 avril 2005 à Dublin, est une footballeuse internationale irlandaise. Elle joue au poste d'attaquante. Elle est internationale depuis 2022.

## Biographie

### En club
Abbie Larkinnait est née à Dublin le 27 avril 2005. Elle est originaire du quartier de Ringsend. Elle commence le football dans un club du quartier le Cambridge FC. Dès l'âge de neuf ans elle est surclassée pour jouer le championnat des moins de onze ans. Elle signe ensuite au Home Farm Football Club avant de rejoindre les équipes de jeunes du Shelbourne Ladies Football Club.
En mai 2021, Noel King manager de l'équipe senior de Shelbourne et ancien sélectionneur irlandais intègre Abbie Larkin à l'équipe première du club. Elle marque dès son premier match senior après être entrée en jeu à la 84e minute en remplacement de l'internationale Saoirse Noonan. Ce premier match a lieu le 5 juin 2021 contre Athlone Town Ladies à Tolka Park,.
En octobre 2021, elle connait sa première titularisation. Ce jour-là elle remplace l'internationale Noelle Murray qui a déclaré forfait juste avant une rencontre contre Galway. Elle est élue joueuse du match après avoir marqué un but et donné une passe décisive lors de la victoire de Shelbourne sur le score de 2-0. La rencontre est télévisée sur TG4. Lors de la saison 2021 Shelbourne Ladies remporte le championnat grâce à une victoire lors de la dernière journée, à la surprise générale, et s'empare du titre de championnes d'Irlande. Lors de cette dernière soirée, Shelbourne gagne son match à domicile contre Wexford sur le score de 3 buts à 2 et pendant le même temps Peamount United s'effondre à domicile devant Galway. Les championnes en titre, qui ont mené le championnat pendant la quasi-totalité de la saison se font doublement punir à domicile par Galway perdant la rencontre 2-5 et le titre par la même occasion. La semaine suivante, Shelbourne échoue dans le gain du doublé en perdant 3-1 contre Wexford Youths FC en finale de coupe.
La saison 2022 est une nouvelle saison victorieuse avec cette fois-ci un doublé coupe/championnat. Mais Abbie Larkin manque les derniers matchs de la saison et la finale de la coupe à cause d'une grave blessure à un genou.
Au terme de la saison Shelbourne pense pouvoir faire re-signer Larkin et annonce même le renouvellement de contrat. Mais ils apparaissent extrêmement déçus lorsque Larkin change d'avis et rejoint les Shamrock Rovers, récemment reformés, avec d'autres joueuses de Shelbourne.

En septembre 2023, Abbie Larkin signe au club écossais du Glasgow City Football Club. 

### En équipe nationale
Abbie Larkin est sélectionnée en équipe nationale depuis son plus jeune âge. Alors qu'elle est scolarisée au Ringsend College, elle fait partie de l'équipe nationale scolaire (les moins de 15 ans). Régulièrement sélectionnée avec les moins de 17 ans elle en est la capitaine pour la campagne de qualification pour le championnat d'Europe féminin de football 2022. La république d'Irlande remporte sa poule lors du premier tour avant d'être éliminée en terminant troisième de sa poule au deuxième tour. Abbie Larkin marque 5 buts lors des qualifications.
Abbie Larkin est appelée en sélection irlandaise pour la première fois par Vera Pauw en février 2022 à l'occasion de la Pinatar Cup 2022. Elle n'a alors que 16 ans. Elle est obligée de demander une autorisation parentale pour ne pas aller à l'école.
Elle connait sa première cap le 19 février 2022 en demi-finale de la Pinatar Cup. L'Irlande perd 0-1 contre la Russie. Elle entre en jeu quelques jours plus tard en remplacement de Kyra Carusa pour le match pour la troisième place de la même compétition contre le pays de Galles. Le 27 juin 2022 Larkin marque son premier but international à l'occasion de sa quatrième sélection. Elle marque un but contre la Géorgie lors de la campagne de qualification à la coupe du monde 2023. L'Irlande s'impose 9-0 à Gori en Géorgie. La sélectionneuse Vera Pauw est impressionnée par l'impact donné par Larkin : « Elle n'a que 17 ans, mais j'espère que tout le monde a vu combien elle est talentueuse ».
En juin 2023, elle est sélectionnée pour disputer la coupe du monde 2023 en Australie.
L'entrée en jeu d'Abbie Larkin à la 64e minute de jeu fait d'elle la footballeuse irlandaise la plus jeune disputant une phase finale de Coupe du monde. Elle devance Gary Kelly qui avait 19 ans lors qu'il a joué un match lors de la Coupe du monde de football 1994 aux États-Unis.

## Palmarès
Avec Shelbourne
- Championnat d'Irlande
  - Vainqueur en 2021 et 2022
- Coupe d'Irlande
  - Vainqueur en 2022